# Variable centrée réduite
En théorie des probabilités et en statistique, une variable centrée réduite est la variable transformée d'une variable aléatoire par une application affine, de telle sorte que sa moyenne soit nulle et son écart type égal à un.
- Centrer une variable consiste à soustraire son espérance à chacune de ses valeurs initiales, soit retrancher à chaque donnée la moyenne (c'est ce qui s’appelle un centrage). Cela consiste simplement en un changement d’origine, qui place la moyenne de la distribution au point 0 de l'axe des abscisses[1].
- Réduire une variable consiste à diviser toutes ses valeurs par son écart type.

Soient {\displaystyle \mu } l’espérance et {\displaystyle \sigma } l’écart-type d’une variable aléatoire. Centrer-réduire l’une de ses valeurs X revient à calculer :
{\displaystyle x={\frac {X-\mu }{\sigma }}}.
Une variable centrée réduite a :
- une espérance nulle ;
- une variance égale à 1 ;
- un écart type égal à 1.

Ainsi l’on obtient :
- des données indépendantes de l’unité ou de l’échelle choisie ;
- des variables ayant les mêmes moyenne et dispersion.

On peut alors comparer plus aisément les variations. Centrer-réduire les variables est très utile en analyse de données :
- Cela équivaut à un changement d’unité, et n’a pas d’incidence sur les profils de variation.
- Les valeurs des coefficients de corrélation entre variables centrées réduites demeurent identiques à ce qu’elles étaient avant l’opération de centrage et réduction.